# Обле, Альбер
Альбер Обле (фр. Albert Louis Aublet; 18 января 1851, Париж — 3 марта 1938, Нёйи-сюр-Сен) — французский художник. Отец архитектора Луи Обле и дизайнера Феликса Обле.
Учился в мастерских Клода Жаккана и Жана-Леона Жерома. Начал выставляться в Парижском салоне в 1873 году, дебютировав картиной «В мясной лавке в Трепоре» (фр. Intérieur de boucherie au Tréport). В 1881 году совершил поездку на Ближний Восток, значительно повлиявшую на его творчество. Работал ассистентом в мастерской Жерома, в 1883 году вместе со своим наставником работал в Гранаде. В 1889 году был удостоен медали на Всемирной выставке в Париже, в 1890 году стал кавалером Ордена Почётного легиона. Принадлежал к завсегдатаям салона Мадлен Лемер, был дружен с Рейнальдо Аном и Марселем Прустом.
Обле много работал с ориентальными мотивами, был известен как мастер жанровой сцены; по мнению Антонена Пруста, его жанровые полотна должны быть по вкусу тем, кому нравится непринуждённость композиции (фр. arrangements primesautiers).

## Галерея

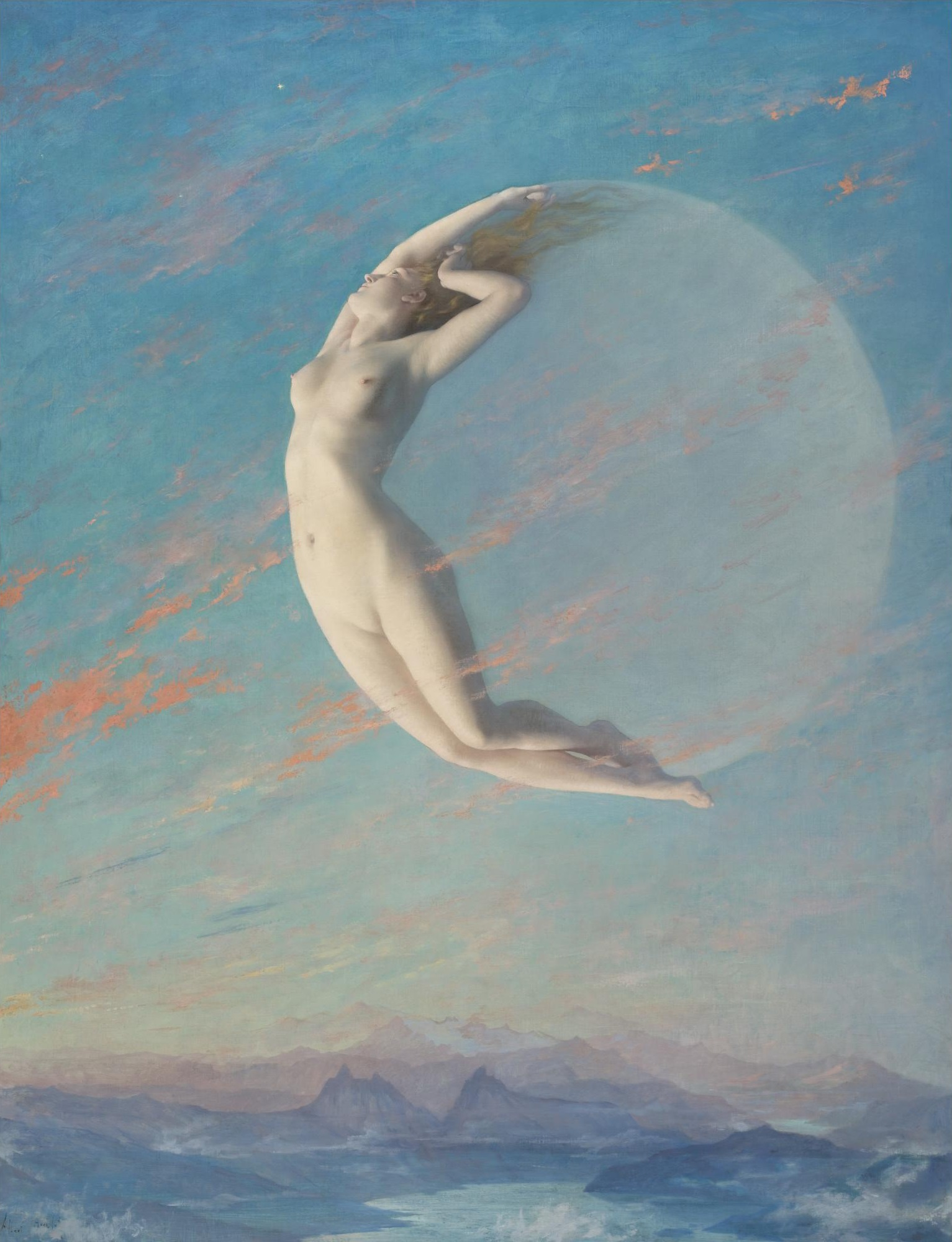
Селена (1880)
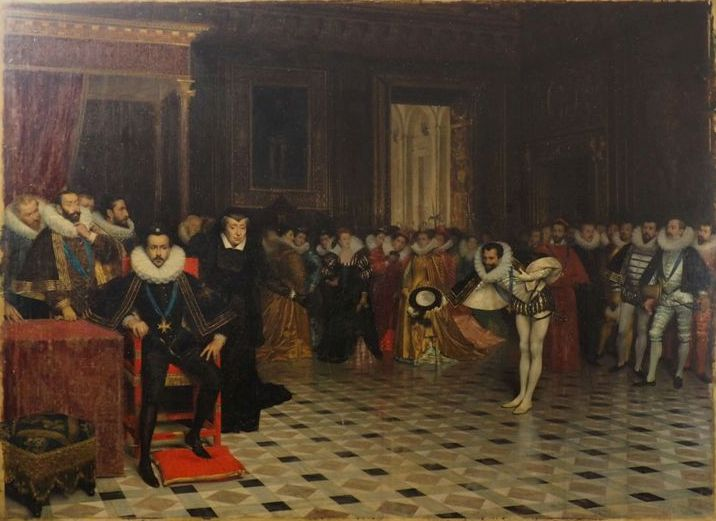
Генрих де Гиз у короля Генриха III в Лувре в 1588 году (1880)
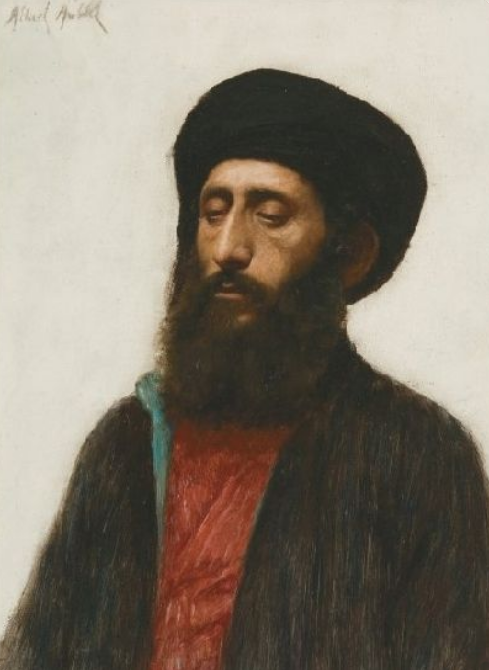
Портрет воющего дервиша (1881)
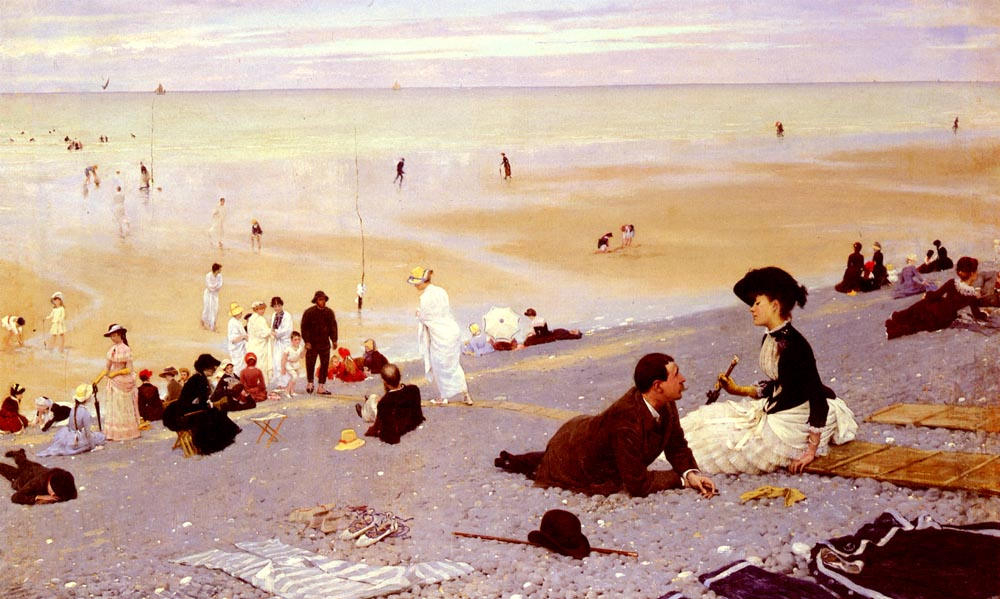
На гальке (1883)
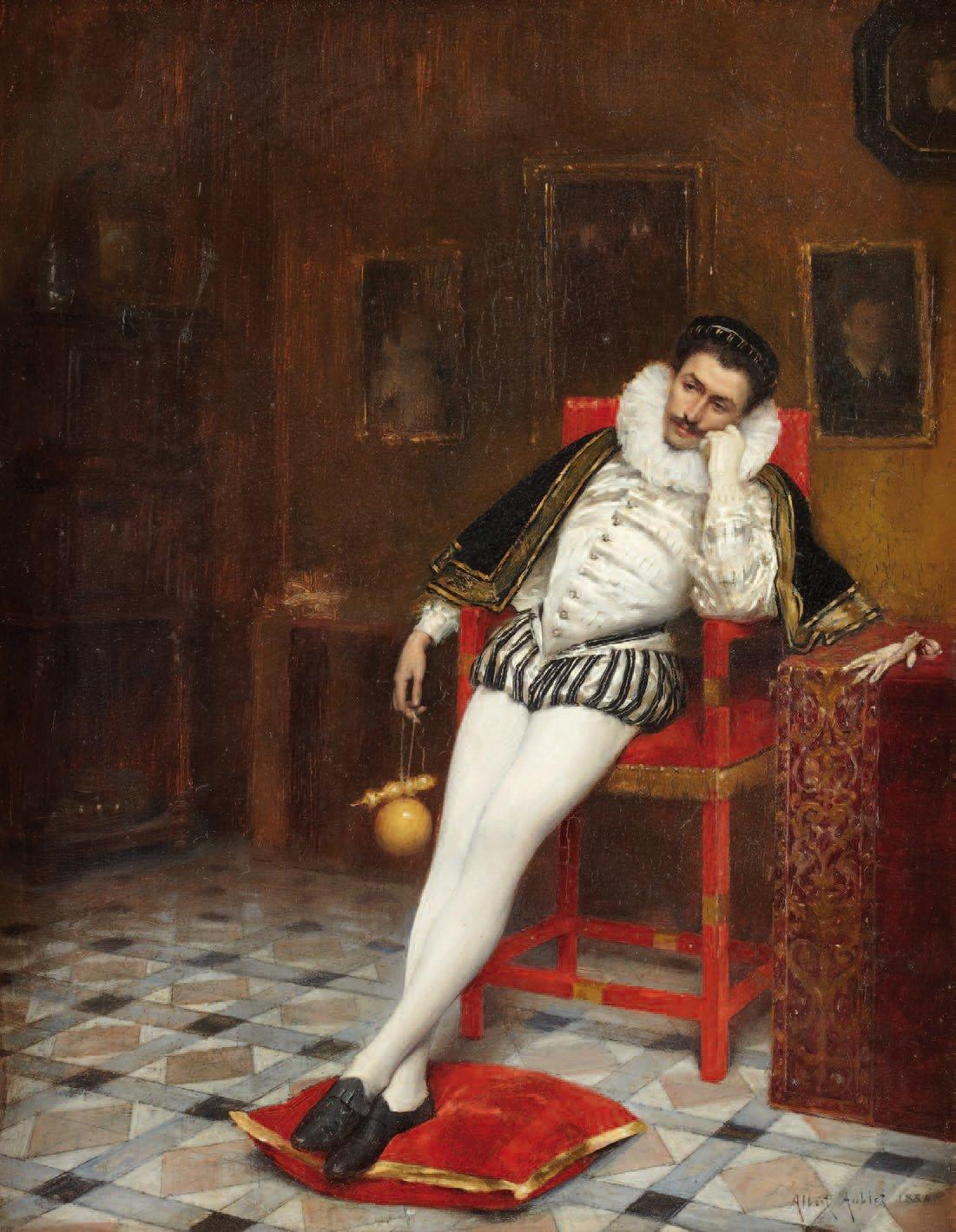
Генрих III в задумчивости (1884)
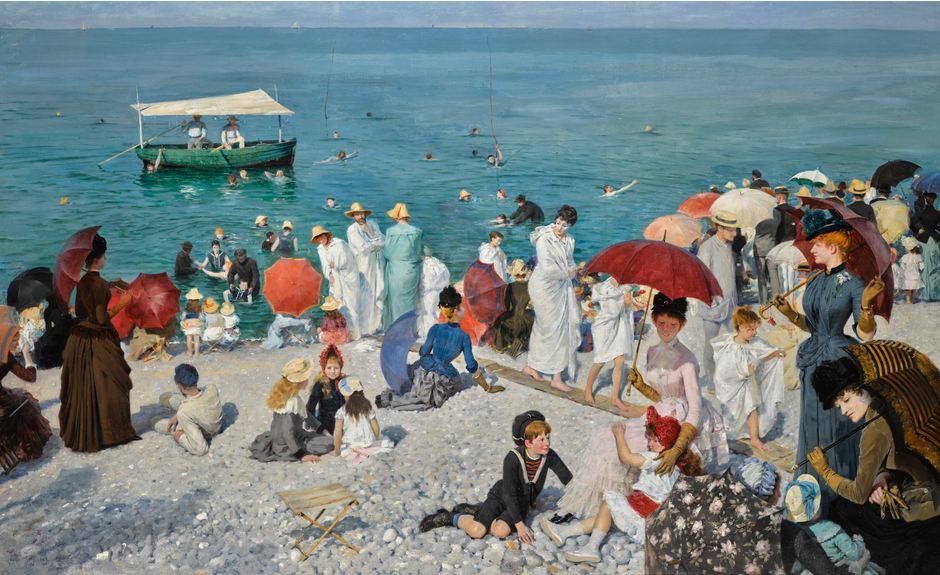
Время купания в Ле-Трепоре (1885)
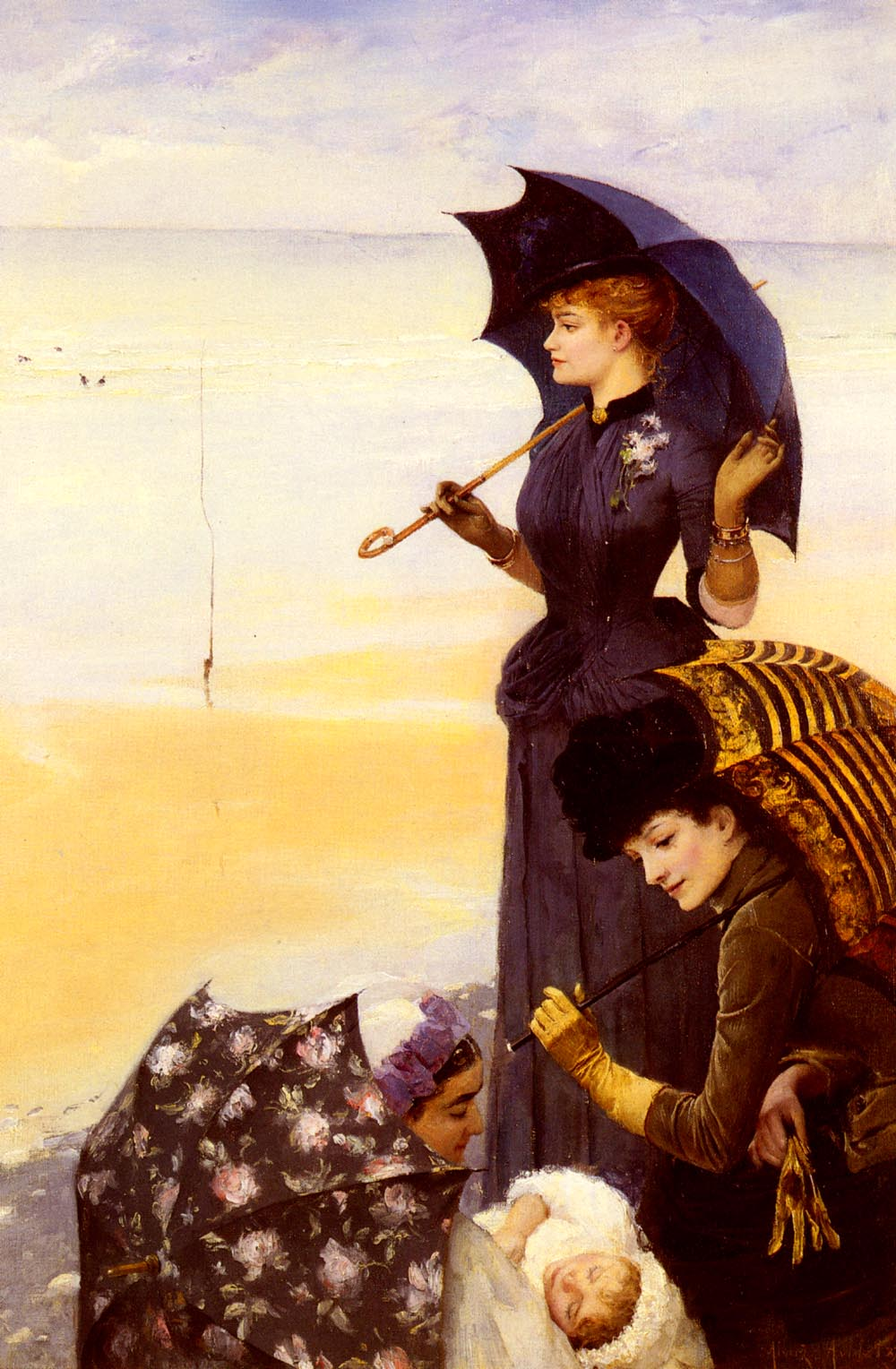
На пляже в Ле-Трепоре (1887)
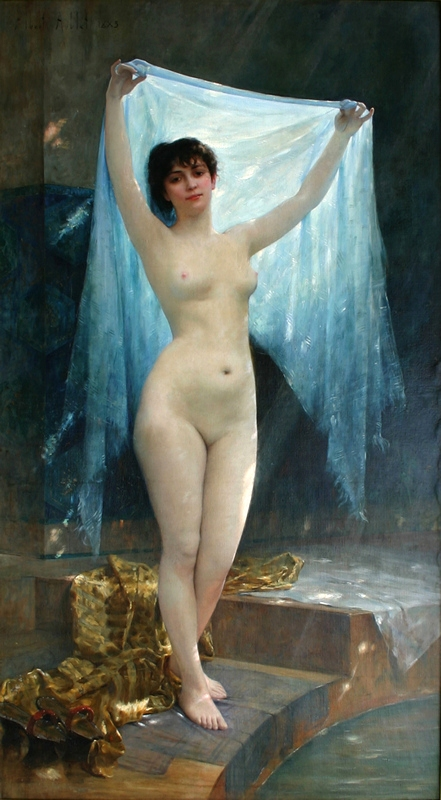
Восточная красавица (1888)
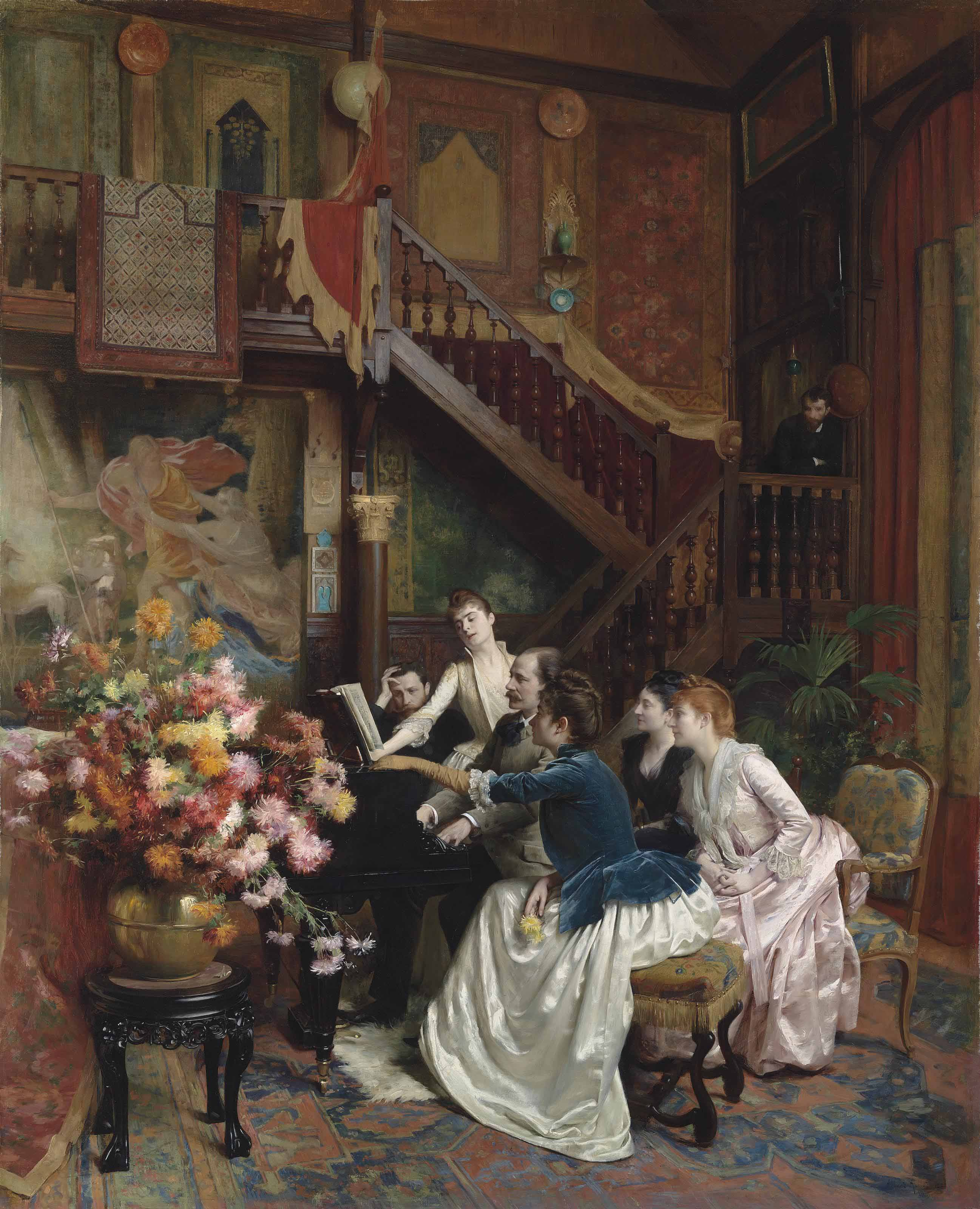
Вокруг одной партитуры (1888; портрет Жюля Массне)
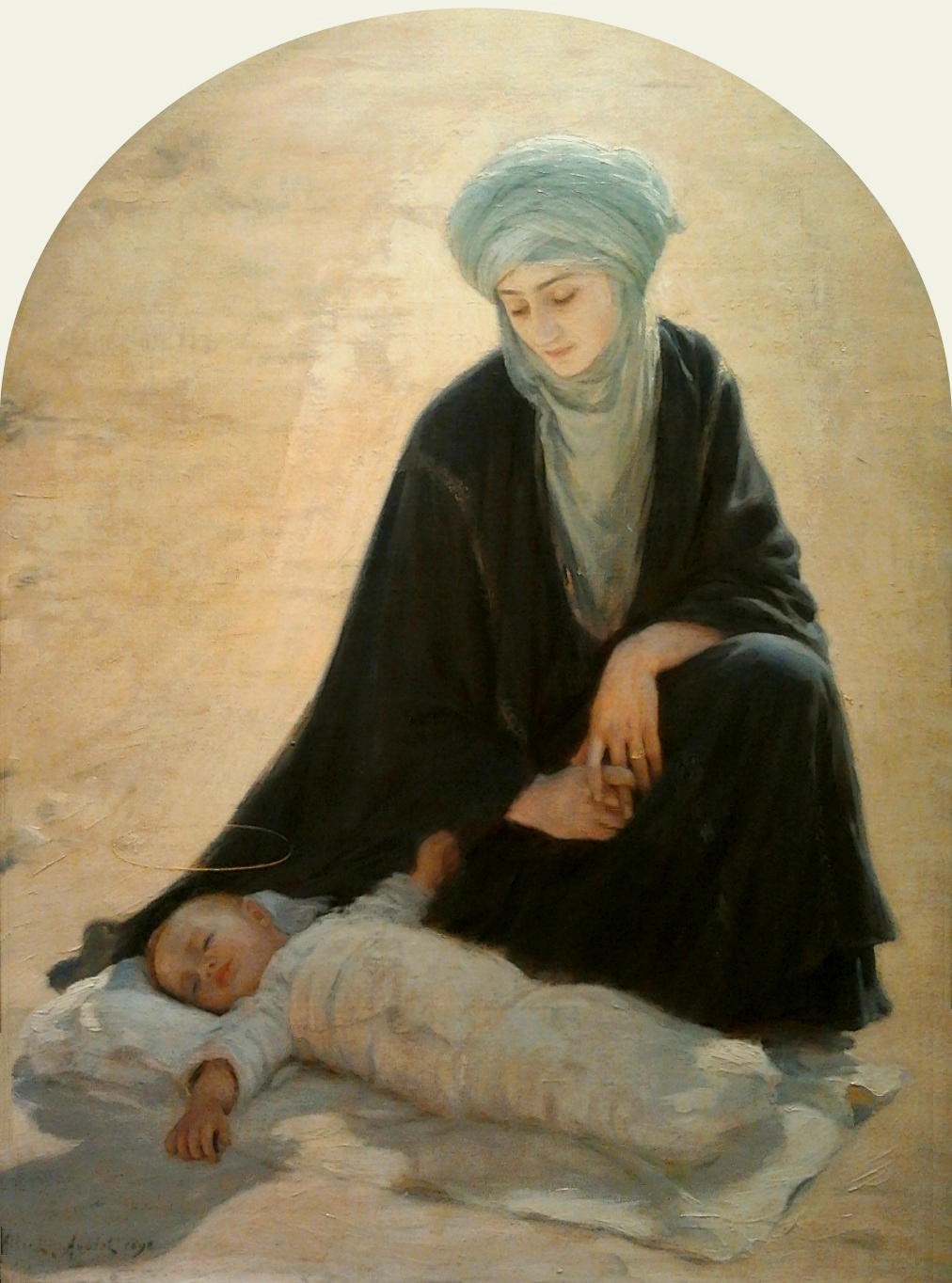
Арабская мадонна с младенцем (1898)
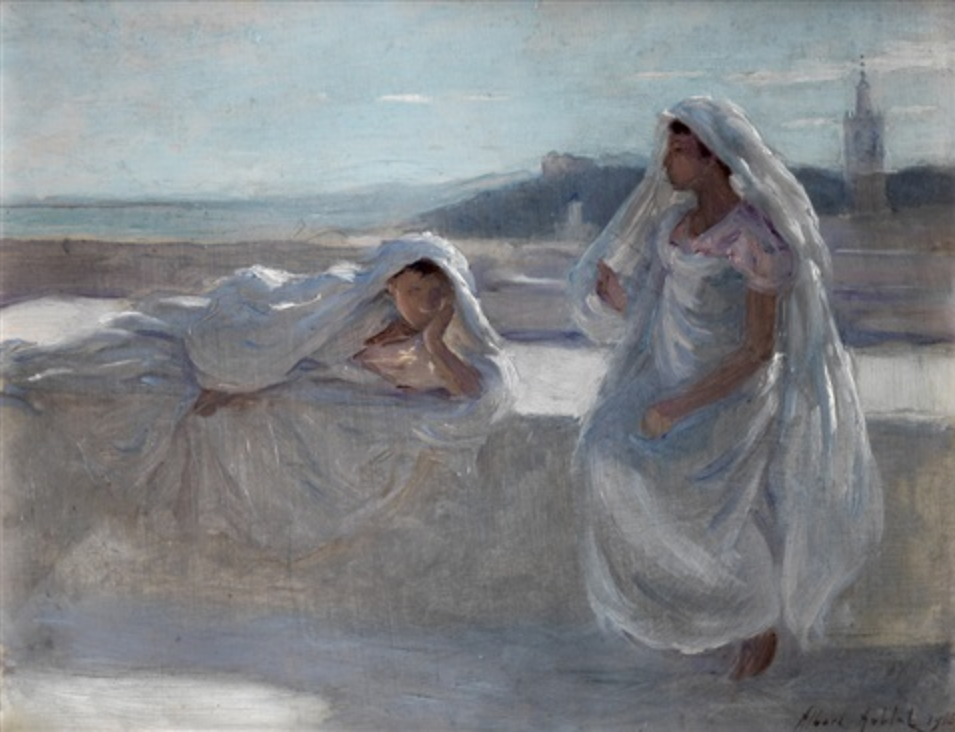
Молодые мавританки на террасе (1913)
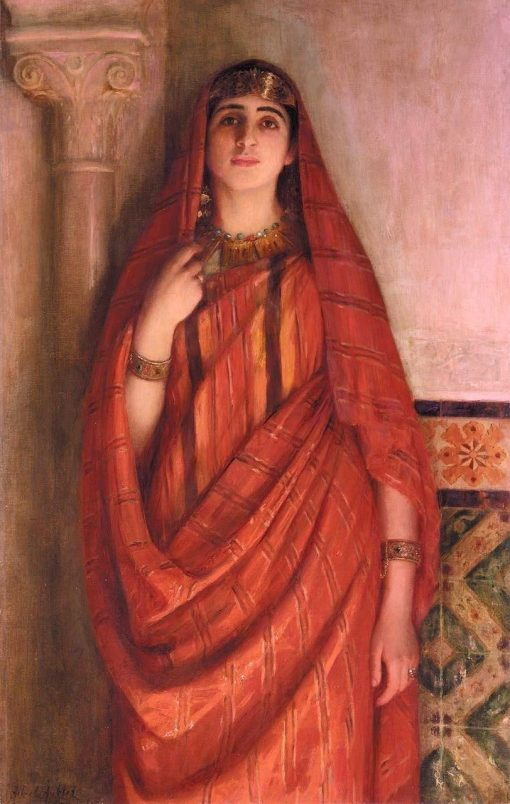
Девушка из Туниса